# Maritrafalba
Die Maritrafalba (Comando Superiore per il Traffico con l'Albania) war ein Verband der Italienischen Marine (Regia Marina) im Zweiten Weltkrieg.
Die Maritrafalba wurde am 21. Oktober 1940, in Vorbereitung auf den geplanten Angriff auf Griechenland, unter dem Befehl von Capitano di vascello (Kpt.z.S.) Polacchini in Brindisi gebildet, um die Truppen- und Nachschubtransporte von Bari und Brindisi nach Albanien durchzuführen und zu sichern.
Bereits vier Tage später, am 25. Oktober, wurde der gesamte Verband in die Forza Navale Speciale (FNS) unter Ammiraglio di Squadra Vittorio Tur eingegliedert, der außerdem noch zwei alte Leichte Kreuzer und drei Landungsschiffe angehörten und die die geplante Landung auf Korfu durchführen sollte.

## Zusammensetzung
Die Maritrafalba bestand aus folgenden Schiffen:
- Zerstörer:
  - RN Augusto Riboty
  - RN Carlo Mirabello
- Torpedoboote:
  - RN Calatafimi
  - RN Castelfidardo
  - RN Curtatone
  - RN Monzambano
  - RN Confienza
  - RN Solferino
  - RN Marcello Prestinari
  - RN Antonio Cantore
  - RN Nicola Fabrizi
  - RN Giacomo Medici
  - RN Francesco Stocco
- Hilfskreuzer:
  - RAMB III (D.7)
  - Capitano Cecchi
  - Lago Tana (D.22)
  - Lago Zuai (D.23)
- Die vier MAS-Motortorpedoboote der 13. MAS-Flottille (MAS 534, MAS 535, MAS 538, MAS 539)

Die Torpedoboote RN Antares, RN Altair, RN Aldebaran und RN Andromeda der 12. Torpedoboot-Division wurden als Kampfverband zur Unterstützung hinzukommandiert.